# Saint-Bonnet-de-Cray
Saint-Bonnet-de-Cray é uma comuna francesa na região administrativa de Borgonha-Franco-Condado, no departamento Saône-et-Loire. Estende-se por uma área de 23,06 km². Em 2010 a comuna tinha 505 habitantes (densidade: 21,9 hab./km²).